# Knysna
Knysna – miasto w Południowej Afryce, w prowincji Przylądkowej Zachodniej. Jest częścią Garden Route. Leży 34 stopnie na południe od równika i 72 kilometry na wschód od miasta George na szosie N2.